# Kulin, Western Australia
Kulin är en ort i Australien. Den ligger i kommunen Kulin och delstaten Western Australia, omkring 230 kilometer öster om delstatshuvudstaden Perth. Antalet invånare är 151.
Trakten runt Kulin är nära nog obefolkad, med mindre än två invånare per kvadratkilometer.. Kulin är det största samhället i trakten.
Trakten runt Kulin består till största delen av jordbruksmark. Genomsnittlig årsnederbörd är 472 millimeter. Den regnigaste månaden är maj, med i genomsnitt 67 mm nederbörd, och den torraste är februari, med 11 mm nederbörd.